# Sclerophylax hunzikeri
Sclerophylax hunzikeri är en potatisväxtart som beskrevs av Fulvio. Sclerophylax hunzikeri ingår i släktet Sclerophylax och familjen potatisväxter. Inga underarter finns listade i Catalogue of Life.